# Rejon niżniekamski
Rejon niżniekamski (ros. Нижнека́мский райо́н, tatar. Түбән Кама районы) – rejon w należącej do Rosji autonomicznej republice Tatarstanu.
Rejon leży w środkowej części kraju, jego ośrodkiem administracyjnym jest miasto Niżniekamsk. Według danych na rok 2020 rejon zamieszkiwało 276 326 osób, a gęstość zaludnienia wyniosła 165,27 os./km2. Ponad 52,2% populacji stanowią Rosjanie, 42,6% Tatarzy oraz 5,2% pozostałe narodowości.

## Geografia
Rejon niżniekamski graniczy na północy z rejonami jełabuskim i mamadyszskim, na wschodzie z tukajewskim i zaińskim, na południowym wschodzie z almietjewskim, na południu z nowoszeszmińskim, a na zachodzie z czystopolskim.
Powierzchnia rejonu wynosi 1672 km2.

## Galeria

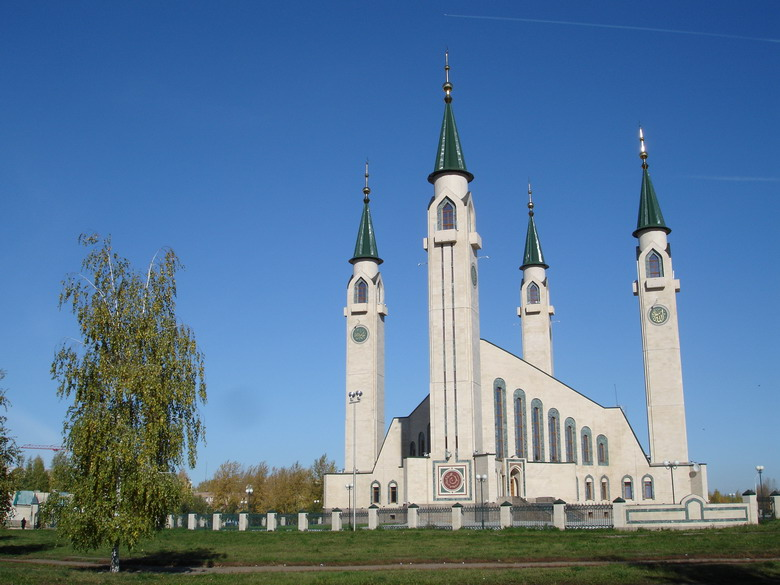
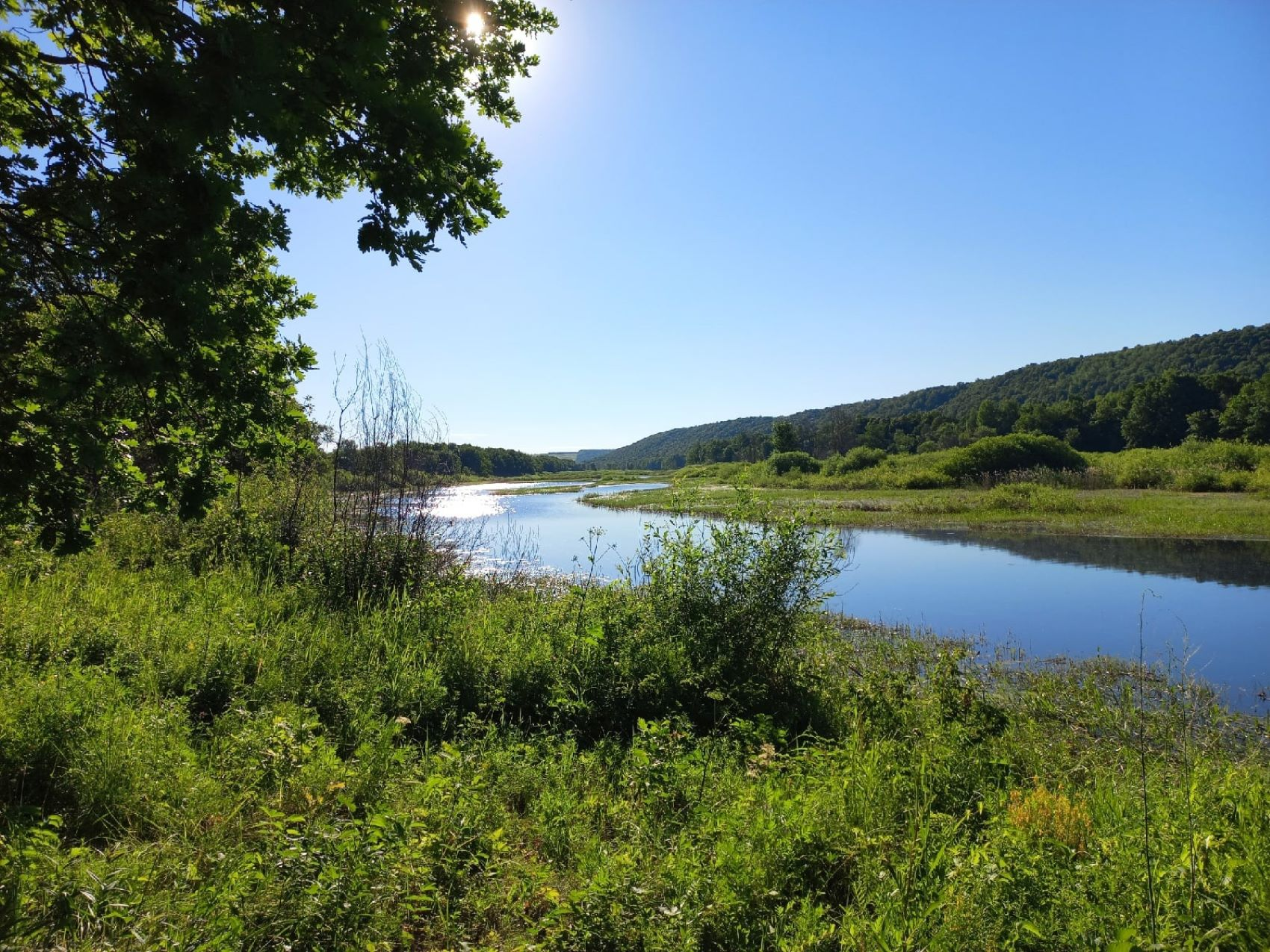
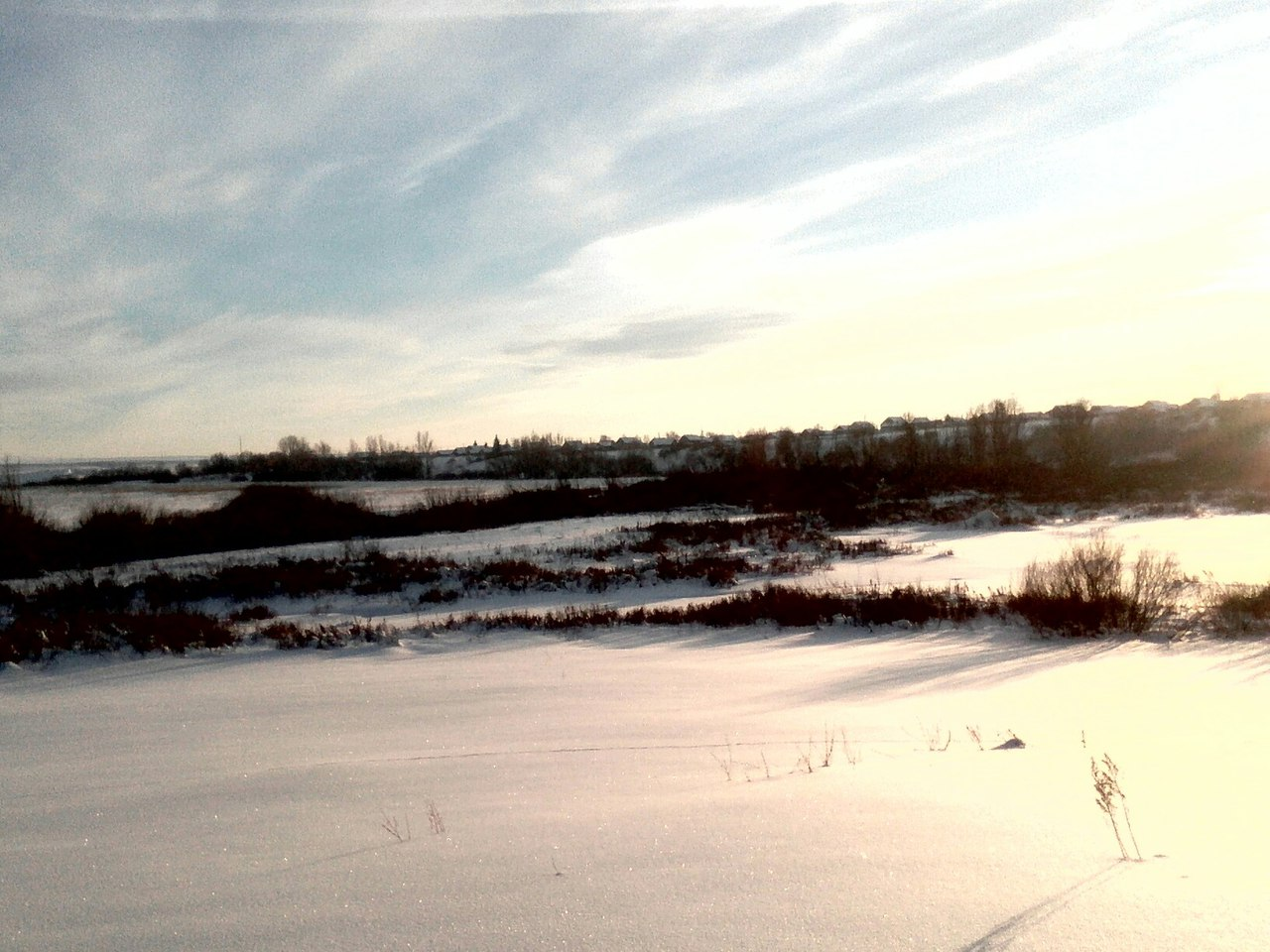
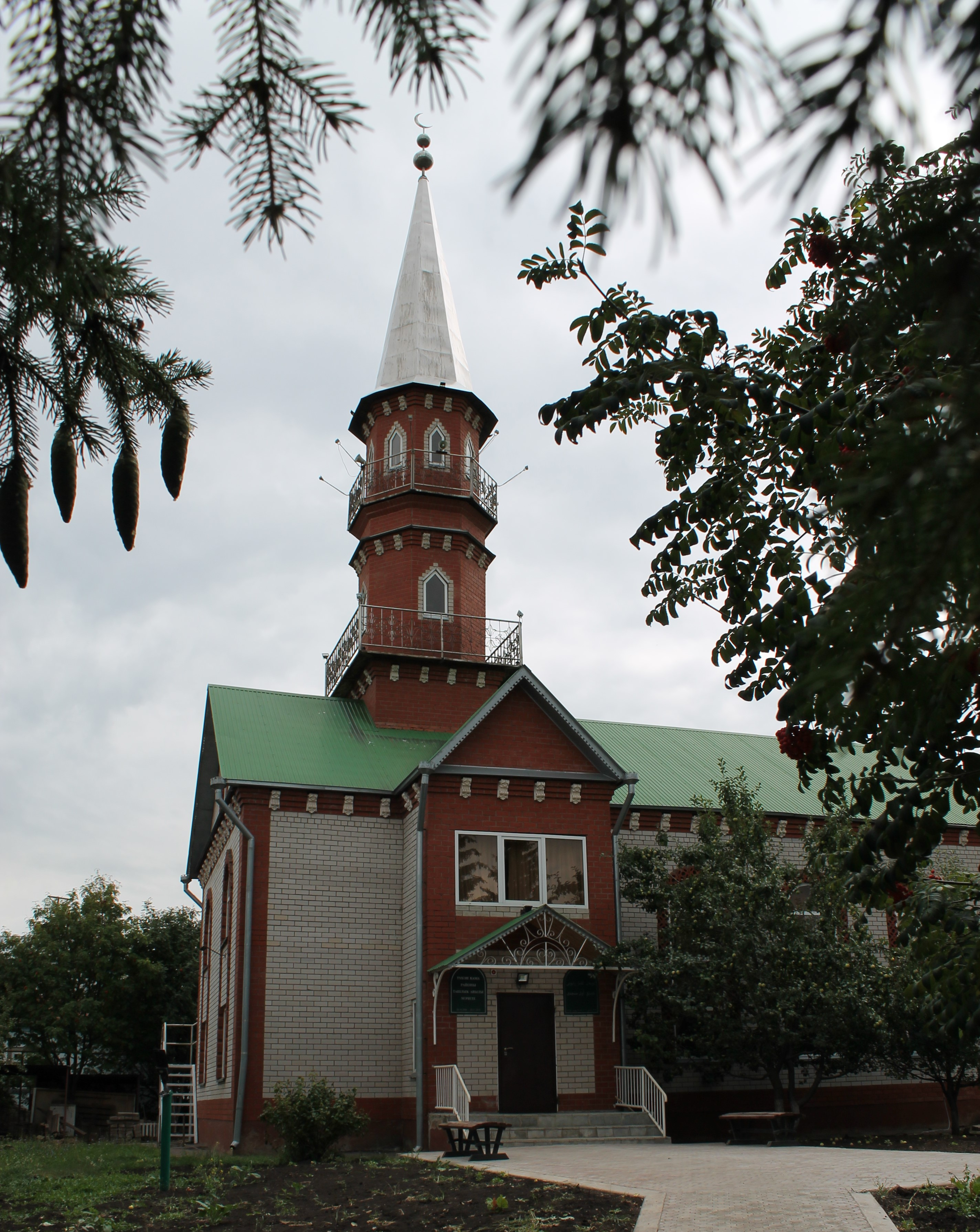